# Rafael Werneck
Rafael Ribeiro Werneck Matta (Brasília, 18 de janeiro de 2005) é um futebolista brasileiro que atua como zagueiro. Atualmente, joga pelo Guarani Futebol Clube., tendo seus direitos federativos adquiridos junto ao Sfera Futebol Clube. após destacada atuação na Copinha de 2025.

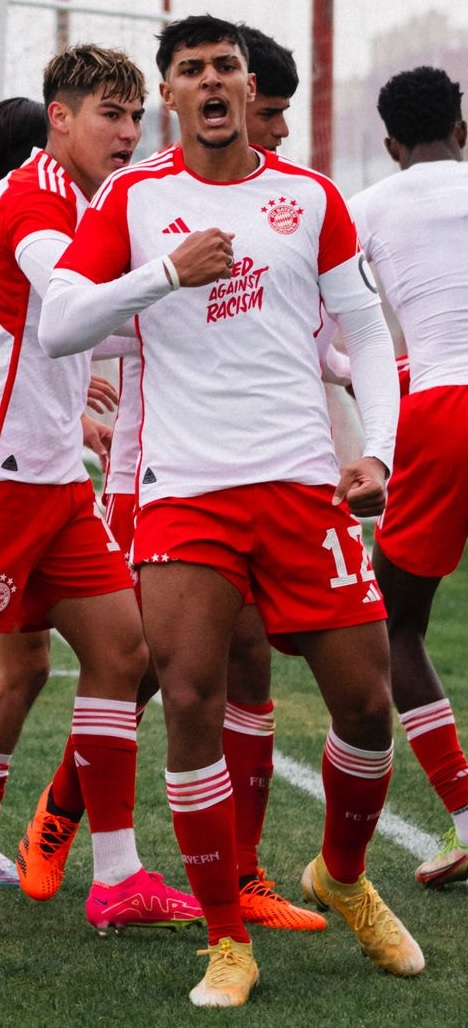
Rafael Werneck atuando pelo Bayern na Argentina

## Carreira

### Início no Cruzeiro
Rafael iniciou sua carreira nas categorias de base do Cruzeiro, onde jogou das categorias sub 13 a sub 17.

### Atlético Mineiro
Em 2021, transferiu-se para o Atlético Mineiro, onde jogou por um semestre na categoria sub 16. No Atlético, foi campeão da Copa União Sub-16 de forma invicta. 

### Passagem pelo Corinthians
Em 2022, assinou contrato com o Corinthians, clube onde se foi titular no sub 17, conquistando a Paulista Cup contra o Palmeiras.

### Avaí e ida para a Europa
Após um período no Avaí em 2023, Rafael recebeu uma oportunidade no Bayern de Munique Word Squad , passando por um período de treinos que incluíram jogos da Argentina e na Alemanha.

### Retorno ao Brasil
Em 2024, retornou ao futebol brasileiro para defender o Sfera Futebol Clube onde foi campeão da Paulista Cup SUB 20 em 2024, vencendo a Portuguesa na Final.. Pelo Sfera jogou as copinhas de 2024 e 2025, sendo um dos destaques da competição. . Em 2024 assinou seu primeiro contrato profissional.

## Estatísticas
| Ano       | Clube               | Jogos | Gols |
| --------- | ------------------- | ----- | ---- |
| 2018–2021 | Cruzeiro            | 45    | 5    |
| 2021      | Atlético Mineiro    | 15    | 1    |
| 2022      | Corinthians         | 5     | 1    |
| 2023      | Avaí                | 2     | 0    |
| 2023      | Bayern de Munique   | 6     | 0    |
| 2024–2025 | Sfera Futebol Clube | 30    | 4    |

## Títulos
- Copa União Cup Sub 16: (2021, Atlético MG)[12]
- Paulista Cup Sub 16: (2022, Corinthians)[13]
- Paulista Cup Sub 20: (2024, Sfera)[14]